# Селванели (Сијена)
Селванели је насеље у Италији у округу Сијена, региону Тоскана.
Према процени из 2011. у насељу је живело 35 становника. Насеље се налази на надморској висини од 347 м.